# Bougainville-Affengesichtflughund

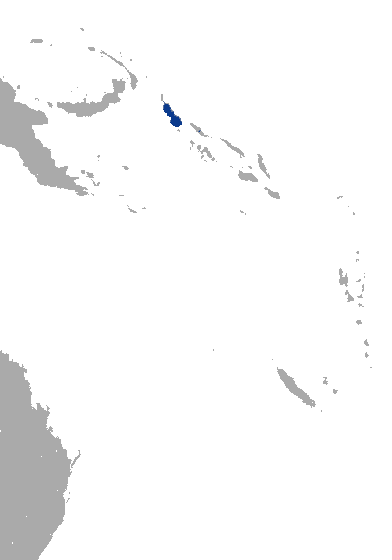
Verbreitungsgebiet des Bougainville-Affengesichtflughundes in dunkelblau

Der Bougainville-Affengesichtflughund (Pteralopex anceps) ist ein auf den Salomonen verbreitetes Fledertier in der Familie der Flughunde. Die Population zählte bis in die 1970er Jahre als Unterart des Guadalcanal-Affengesichtflughundes (Pteralopex atrata).

## Merkmale
Mit einer Kopf-Rumpf-Länge von 235 bis 285 mm, mit 141 bis 160 mm langen Unterarmen sowie mit einem Gewicht von 600 bis 700 g ist diese schwanzlose Art nach dem Flannery-Affengesichtflughund (Pteralopex flanneryi) der zweitgrößte Vertreter der Gattung Affengesichtflughunde. Die Hinterfüße sind 46 bis 65 mm lang und die Länge der Ohren erreichen 21 bis 26 mm Länge. Kennzeichnend für den Kopf sind schwarzes Fell, recht kleine Augen mit brauner Iris, kurze rohrförmige Nasenlöcher und in Fell versteckte kleine Ohren. Auf der Oberseite ist schwarzbraunes bis schwarzes Fell vorhanden, das um die Achseln eine rötliche Tönung aufweisen kann, die einem Mantel gleicht. Die dichte Behaarung setzt sich auf der Hinterseite der Beine und auf dem körpernahen Drittel der Unterarme oberseits fort. Die geringe Behaarung der Kehle geht auf der Brust in ein dichtes Fell über. Die Haare sind an der Wurzel schwarz und an den Spitzen weiß oder gelb. Der Bougainville-Affengesichtflughund hat eine schmale Schwanzflughaut entlang der Beine, die am Steiß fast vollständig fehlt. Auch diese ist oberseits stark behaart. Weitere Merkmale sind schwarzbraune Flügel und ein robuster Schädel. Im Gaumen befinden sich 14 querliegende Wülste, die teilweise in der Mitte unterbrochen sind. Wie bei allen Gattungsmitgliedern lautet die Zahnformel I 2/2, C 1/1, P 3/3, M 2/3, was 34 Zähne im Gebiss ergibt.

## Verbreitung
Die Art ist auf Bougainville und mit einer kleinen Population auf Choiseul verbreitet. Sichtungen auf Santa Isabel bedürfen einer Bestätigung. Die Exemplare leben im Flachland und im Gebirge bis 1900 Meter Höhe, wobei sie in Küstennähe seltener sind. Sie halten sich in tropischen Wäldern auf, die in höheren Lagen moosbewachsen sind.

## Lebensweise
Der Bougainville-Affengesichtflughund ruht in Baumhöhlen oder frei hängend im Astwerk von Feigen oder an Kletterpflanzen. Im Versteck schlafen einzelne Exemplare oder kleine Gruppen. Das nachtaktive Tier ernährt sich von Früchten, die vermutlich aufgrund der kräftigen Zähne eine harte Schale besitzen können. Weibchen mit aktiven Milchdrüsen sind vom Juli bekannt und ältere Jungtiere wurden zwischen Februar und April gesichtet.

## Gefährdung
Dieser Flughund wird intensiv gejagt, indem Wälder mit Baumhöhlen abgebrannt werden. Da die Art an ursprüngliche Wälder gebunden ist, stellen Forstwirtschaft und Etablierung von Ackerflächen eine Bedrohung dar. Schätzungsweise nahm die Gesamtpopulation in den 19 Jahren vor 2013 (drei Generationen) mit etwas mehr als 50 Prozent ab. Die IUCN listet den Bougainville-Affengesichtflughund als stark gefährdet (endangered).